# 青春に賭けよう
「青春に賭けよう」（せいしゅんにかけよう）は、西城秀樹の4枚目のシングル。1973年2月25日にRCAから発売された。

## 解説
- 作詞・作曲・編曲は前作「チャンスは一度」と同じく、たかたかし、鈴木邦彦、馬飼野康二の3人が手がけている[2]。
- オリコンでは最高位16位（100位内15週）、12.1万枚のセールスだった[1]。

## 収録曲
（全編曲：馬飼野康二）
1. 青春に賭けよう
作詞：たかたかし／作曲：鈴木邦彦
2. 新しい朝
作詞：安井かずみ／作曲：馬飼野康二

## この頃のできごと
- 1973年3月26日 - 大阪毎日ホールでデビュー1周年記念コンサート『ヒデキ・オン・ステージ』を開催した[3]。会場は熱狂的なファンで超満員となり、テレビ中継も行われた。

## 収録アルバム
- 『青春に賭けよう』